# Балка Рибкіна
Балка Рибкіна — балка (річка) в Україні у Верхньодніпровському районі Дніпропетровської області. Права притока річки Самоткані (басейн Дніпра).

## Опис
Довжина балки приблизно 8,06 км, найкоротша відстань між витоком і гирлом — 7,51 км, коефіцієнт звивистості річки — 1,07. Формується декількома струмками та загатами. На деяких ділянках балка пересихає.

## Розташування
Бере початок у селі Калинівка. Тече переважно на північний схід понад селом Матюченкове і впадає в річку Самоткань, праву притоку річки Дніпра.

## Цікаві факти
- Біля витоку балки на південній стороні на відстані приблизно 472 м пролягає залізнична дорога[3].
- У XX столітті на балці існували молочно-тваринні ферми (МТФ)[1], а у XIX столітті — декілька хуторів[2].